# سوزان چپمن
سوزان چپمن (انگلیسی: Susan Chapman؛ زادهٔ ۱۷ سپتامبر ۱۹۶۲) قایقران روئینگ اهل استرالیا است.
وی در مسابقات کشوری و بین‌المللی در مجموع برندهٔ ۱ مدال طلا، ۱ مدال نقره، ۱ مدال برنز شده‌است.